# Parafia Pana Jezusa Ukrzyżowanego i Matki Bożej Bolesnej w Pakości-Kalwaria
Parafia pw. Pana Jezusa Ukrzyżowanego i MB Bolesnej w Pakości – jedna z 10 parafii leżących w granicach dekanatu barcińskiego. Archidiecezjalne Sanktuarium Męki Pańskiej archidiecezji gnieźnieńskiej.

## Rys historyczny
W 1967 roku został ustanowiony tu ośrodek duszpasterski. Następnie powstała nowa parafia 6 listopada 1975 roku. Na jej terenie znajduje się kościół z 1661 roku, a konsekrowany w 1691 roku. Świątynia ta jest ściśle związana z Kalwarią Pakoską.

## Dokumenty
Księgi metrykalne:
- ochrzczonych od 1967 roku
- małżeństw od 1967 roku
- zmarłych od 1967 roku

## Zasięg parafii
Do parafii należą wierni z miejscowości: Pakość (ulice: Barcińska część, Cmentarna, Kasprowicza, Krzyżanowskiego, Pałucka, Przybyszewskiego, Radłowska od nr 42, 21 Stycznia, 600-lecia, Wyszyńskiego), Ludkowo, Mielno i Radłowo (część).

## Instrument
Parafia posiada 10-głosową fisharmonię Lindholma. Na początku roku 2018 przeszła gruntowny remont.